# ハドヴィッガー・フィンスラー不等式
ハドヴィッガー・フィンスラー不等式（ハドヴィッガー・フィンスラーふとうしき、英: Hadwiger–Finsler inequality）または単にハドヴィッガーの不等式は、平面幾何学における三角形の幾何不等式である。具体的には、三角形の3辺の長さをそれぞれa,b,c、面積をTとして次の不等式が成立する。
{\displaystyle a^{2}+b^{2}+c^{2}\geq (a-b)^{2}+(b-c)^{2}+(c-a)^{2}+4{\sqrt {3}}T}

## 関連する不等式
- ヴァイツェンベックの不等式（英語版）（Weitzenböck's inequality）はハドヴィッガー・フィンスラー不等式の系である。

{\displaystyle a^{2}+b^{2}+c^{2}\geq 4{\sqrt {3}}T\quad {\mbox{(W)}}.}
逆にハドヴィッガー・フィンスラー不等式は、ヴァイツェンベックの不等式をcircummidarc triangleに適応すれば得ることができる。
ヴァイツェンベックの不等式はヘロンの公式を用いて証明できる。ヘロンの公式を用いた証明では、等号成立条件は元の三角形が正三角形であること、つまりa = b = cであることが分かる。
- ハドヴィッガー・フィンスラー不等式は凸な四角形に拡張することができる。4辺の長さをそれぞれa,b,c,d、面積をTとして次の不等式が成立する[2]。

{\displaystyle a^{2}+b^{2}+c^{2}+d^{2}\geq 4T+{\frac {{\sqrt {3}}-1}{\sqrt {3}}}\sum {(a-b)^{2}}}
ただし
{\displaystyle \sum {(a-b)^{2}}=(a-b)^{2}+(a-c)^{2}+(a-d)^{2}+(b-c)^{2}+(b-d)^{2}+(c-d)^{2}}
等号成立条件は四角形が正方形である、つまりa = b = c = d であるとき。

## 証明
余弦定理より
ただしαはb,cの夾角。これを変形して、
A = bcsin(α)/2と置けば、
半角の公式または倍角の公式より、
が成立するので、
を得る。この式をすべての辺に適用して辺々足せば、
を得る。ただしβ.γはそれぞれ三角形の他の内角。正接関数は0 < θ < π/2の範囲で下に凸であるので、イェンセンの不等式より

したがって
である。ところでA = bcsin(α)/2は三角形の面積を表すから、題意の不等式を得る。

## 歴史
ハドヴィッガー・フィンスラー不等式はポール・フィンスラーとヒューゴ・ハドヴィッガーの名を冠している。彼らは共同論文内でこの不等式をフィンスラー・ハドヴィッガーの定理とともに発表した。